# گرانزنگ
گرانزنگ (به لهستانی:  Grądzeń) یک روستا در لهستان است که در گمینا زاگوروو واقع شده‌است.